# Трыкина, Виктория Георгиевна
Викто́рия Гео́ргиевна Тры́кина (род. 9 мая 2001) — российская гимнастка. Мастер спорта России. По состоянию на 2017 год является членом молодёжного состава сборной команды Российской Федерации по спортивной гимнастике.

## Биография
В 2014 году на первенстве России завоевала бронзу в личном многоборье и серебро в командном. Также вышла в финал в одном отдельном виде, в вольных упражнениях, заняв в итоге 8-е место.
5 марта 2017 года на чемпионате России стала чемпионкой на бревне (разделив первое место с Седой Тутхалян).